# Plaza Bedford

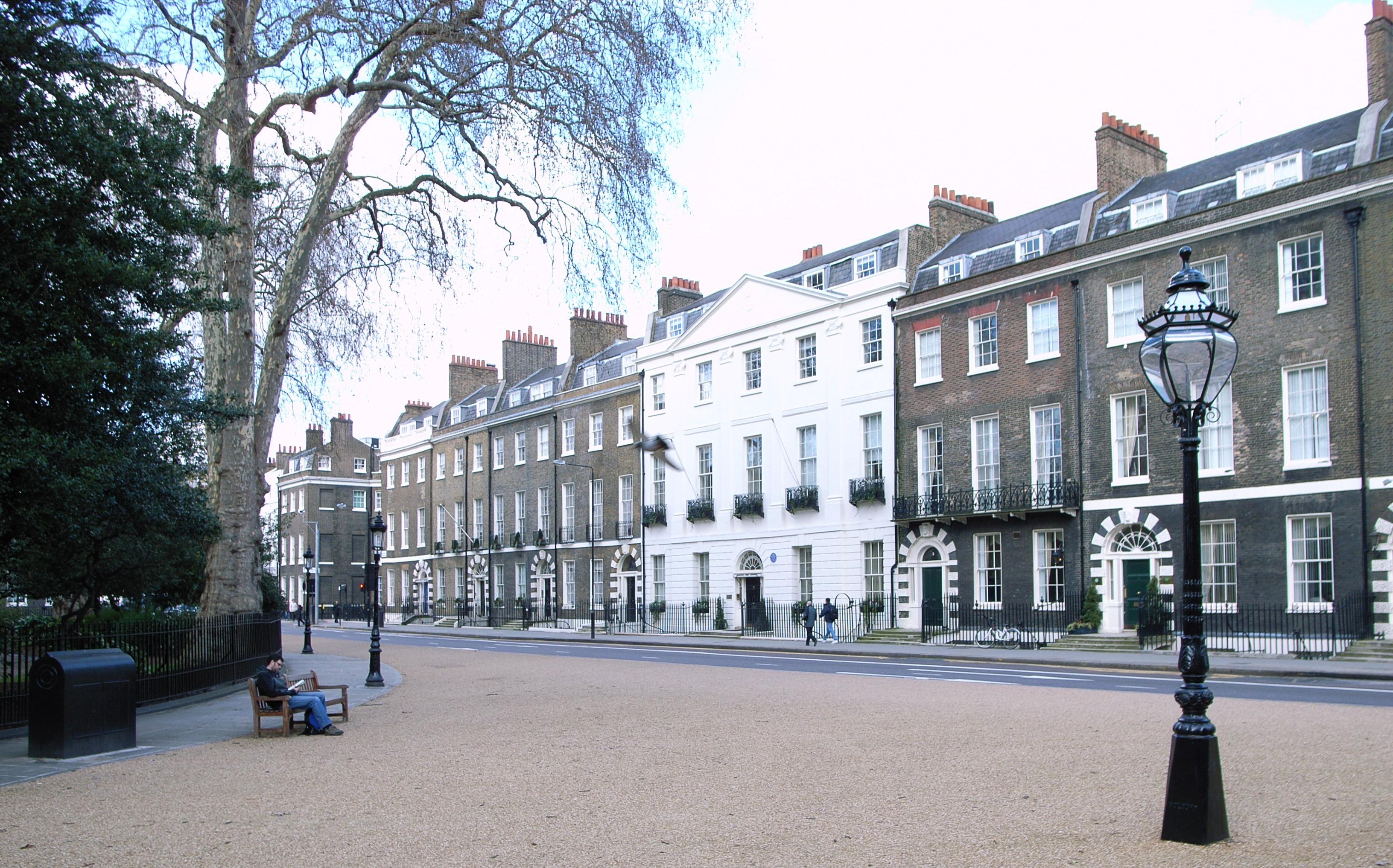
Lado norte de la plaza.

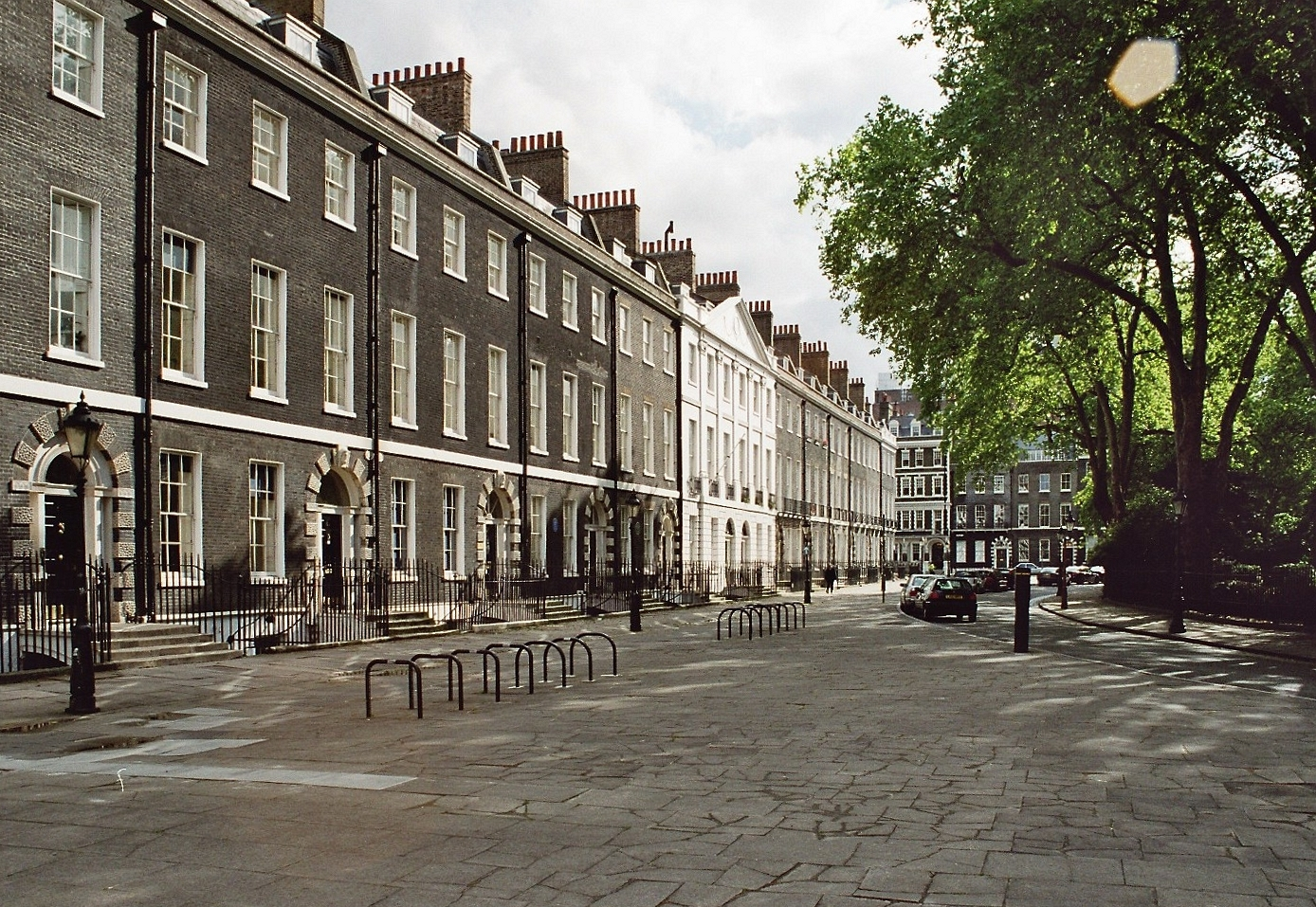
Bedford Square (2005).

Bedford Square (Plaza de Bedford) es una plaza en el distrito de Bloomsbury en el Barrio de Camden en Londres, Inglaterra.
Fue construida entre 1775 y 1783 como zona residencial de clase media alta, y ha tenido muchos residentes famosos, como Lord Eldon, uno de los más importantes y duraderos Ministros de Economía, que vivió en la casa más grande de la plaza durante muchos años. La plaza toma el nombre del principal título de la familia Russel, los Duques de Bedford, que eran los mayores terratenientes en Bloomsbury.
Bedford Square es uno de los conjuntos de arquitectura georgiana mejor preservados en Londres, pero la mayor parte de las casas han sido convertidas en oficinas. Los números 1-10, 11, 12-27, 28-38 y 40-54 son edificios con protección de Grado I. El jardín central sigue siendo privado. El Bedford College, el primer lugar de enseñanza superior femenina de Gran Bretaña, estaba situado en la plaza y hoy en el nº11 sigue ubicado la sede Londinense de Royal Holloway and Bedford New College, una de las escuelas de la Universidad de Londres.

## Actuales ocupantes
- Números 1 y 2: oficinas de Cameron Mackintosh en Londres.
- N.º 6: sede de la Universidad de Nueva York en Londres.
- N.º 11: sede de Royal Holloway en la ciudad de Londres.
- N.º 14: Redhouse Lane
- N.º 16: Centro Paul Mellon para el estudio del Arte Británico.
- N.º 19: Morse Plc.
- N.º 25: InferMed Ltd.
- N.º 29: oficina de la República Turca del Norte de Chipre.
- N.º 36: Architectural Association School of Architecture.
- N.º 47: Yale University Press.
- Números 8, 9, 49, 50 y 51: Escuela londinense de higiene y medicina tropical.

## Antiguos residentes
- N.º 6: Lord Eldon, Ministro de Economía.
- N.º 11: Henry Cavendish, científico.
- N.º 13: Harry Ricardo, diseñador de motores, nació aquí.
- N.º 22: Johnston Forbes-Roberston, actor.
- N.º 35: Thomas Hogkin, físico, reformista y filántropo.
- N.º 35: Thomas Wakley, fundador de The Lancet.
- N.º 41: William Butterfield, arquitecto.
- N.º 41: Sir Anthony Hope Hawkins, escritor.
- N.º 44: Margot Asquith, esposa el primer ministro Herbert H. Asquith

- Datos: Q2893581
- Multimedia: Bedford Square / Q2893581